# Ficksburg
Ficksburg ist eine Stadt in der Lokalgemeinde Setsoto, Distrikt Thabo Mofutsanyana in der südafrikanischen Provinz Freistaat. 2011 hatte die Stadt 5400 Einwohner. Das benachbarte Township Meqheleng hatte 35.848 Einwohner. Ficksburg liegt am Fuß des 1854 Meter hohen Mpharane Mountain an der Staatsgrenze zu Lesotho, etwa 55 Kilometer nordnordöstlich von dessen Hauptstadt Maseru. Die meisten Bewohner sind in der Landwirtschaft tätig. Die Region um Ficksburg ist der größte Produzent von Kirschen in Südafrika. Auch Korn, Kartoffeln und Gemüsespargel werden hier angebaut. Ferner spielt die Herstellung von Milchprodukten eine große Rolle.

## Geschichte
Die Stadt wurde 1891 vom burischen General Johan Fick gegründet, der das Gebiet im Seqiti-Krieg mit den Basotho gewonnen hatte. Charles Robberts Swart, ab 1961 der erste Staatspräsident der Republik Südafrika, wurde in Ficksburg von den Briten während des Zweiten Burenkrieges gefangen gehalten und erst einen Tag vor seiner geplanten Hinrichtung freigelassen. Viele Häuser der Farmen, die die Stadt umgaben, wurden während des Burenkriegs von den Briten als Teil der Taktik der Verbrannten Erde niedergebrannt.

## Verkehr
Ficksburg besitzt einen Bahnhof an der Strecke Bloemfontein–Bethlehem, der nur mehr im Güterverkehr bedient wird.
Über den Grenzübergang Ficksburg Bridge ist Ficksburg an Lesotho angebunden.
Die Stadt ist durch den Ficksburg Airport (IATA-Code FCB) an das Flugverkehrsnetz angeschlossen.
In der Nähe von Ficksburg befinden sich die Sandstone Estates, die eine bedeutende Sammlung historischer Verkehrsmittel und Exponate von Landwirtschafts- und Militärtechnik beherbergen.

## Söhne und Töchter der Stadt
- Jacob van Deventer (1874–1922), General
- Petra Hamman (1935–2010), Bürgermeisterin von Windhoek
- Guy Tunmer (1948–1999), Automobilrennfahrer
- Louis Heyns Du Preez (* 1962), Herpetologe und Parasitologe